# خسائر الجيش التركي في سوريا
بدأَ التدخل العسكري التركي في سوريا في 24 آب/أغسطس 2016 من خلال عملية عسكرية حملت اسم
عملية درع الفرات وذلك بهدف تطهير الحدود السورية التركية من «الجماعات الإرهابية». تمّت العمليات في المنطقة بين نهر الفرات من الشرق حتى محيط أعزاز إلى الغرب؛ حيثُ قاتلَ الجيش التركي والجماعات السورية الثورية بما في ذلك الجيش السوري الحر مُسلّحي تنظيم الدولة الإسلامية (داعش) وكذلك ضد قوات سوريا الديمقراطية. بدأت مرحلة جديدة من التدخل التركي في سوريا بحلول كانون الثاني/يناير 2018؛ حملت هذه العملية العسكرية اسم عملية غصن الزيتون واستهدف الجيش التركي من خلالها معاقل الأكراد في سوريا وبخاصة حزب الوحدة الديمقراطي الكردي في سوريا الجناح المسلح لوحدات حماية الشعب.

## قائمة الوفيات
تضم القائمة التالية عدد القتلى في صفوف القوات المسلحة التركية خلال تدخلها في سوريا:
| التاريخ        | عدد القتلى | الفرع                 | سبب الوفاة            | المُهاجِم                       | الموقع      |
| -------------- | ---------- | --------------------- | --------------------- | ----------------------------- | ----------- |
| 28 أغسطس 2016  | 1          | القوات البرية         | إطلاق ناري            | قوات سوريا الديمقراطية        | محافظة حلب  |
| 6 سبتمبر 2016  | 3          | القوات البرية         | إطلاق ناري            | تنظيم الدولة الإسلامية (داعش) | محافظة حلب  |
| 20 سبتمبر 2016 | 2          | القوات البرية         | انفجار                | تنظيم الدولة الإسلامية (داعش) | محافظة حلب  |
| 5 أكتوبر 2016  | 1          | القوات البرية         | إطلاق ناري            | تنظيم الدولة الإسلامية (داعش) | محافظة حلب  |
| 24 نوفمبر 2016 | 3          | القوات التركية الخاصة | هجوم انتحاري          | تنظيم الدولة الإسلامية (داعش) | محافظة حلب  |
| 21 ديسمبر 2016 | 12         | القوات البرية         | هجوم مسلح             | تنظيم الدولة الإسلامية (داعش) | محافظة حلب  |
| 20 يناير 2017  | 5          | القوات البرية         | هجوم انتحاري في حافلة | تنظيم الدولة الإسلامية (داعش) | محافظة حلب  |
| 29 يناير 2017  | 1          | القوات البرية         | هجوم مسلح             | تنظيم الدولة الإسلامية (داعش) | محافظة حلب  |
| 8 فبراير 2017  | 2          | القوات البرية         | هجوم مسلح             | تنظيم الدولة الإسلامية (داعش) | الباب       |
| 8 فبراير 2017  | 3          | القوات البرية         | قصف خاطئ              | روسيا                         | الباب       |
| 12 فبراير 2017 | 1          | القوات البرية         | هجوم مسلح             | تنظيم الدولة الإسلامية (داعش) | الباب       |
| 22 يناير 2018  | 1          | القوات البرية         | هجوم مسلح             | وحدات حماية الشعب             | عفرين       |
| 23 يناير 2018  | 2          | القوات البرية         | هجوم مسلح             | وحدات حماية الشعب             | عفرين       |
| 27 يناير 2018  | 2          | القوات البرية         | هجوم مسلح             | وحدات حماية الشعب             | عفرين       |
| 3 فبراير 2018  | 8          | القوات البرية         | هجوم مسلح             | وحدات حماية الشعب             | عفرين       |
| 4 فبراير 2018  | 2          | القوات البرية         | هجوم مسلح             | وحدات حماية الشعب             | عفرين       |
| 5 فبراير 2018  | 2          | القوات البرية         | هجوم مسلح             | وحدات حماية الشعب             | عفرين       |
| 7 فبراير 2018  | 2          | القوات البرية         | هجوم مسلح             | وحدات حماية الشعب             | عفرين       |
| 9 فبراير 2018  | 1          | القوات البرية         | هجوم مسلح             | وحدات حماية الشعب             | عفرين       |
| 10 فبراير 2018 | 12         | القوات البرية         | هجوم مسلح             | وحدات حماية الشعب             | عفرين       |
| 11 فبراير 2018 | 1          | القوات البرية         | هجوم مسلح             | وحدات حماية الشعب             | عفرين       |
| 25 فبراير 2018 | 1          | القوات البرية         | هجوم مسلح             | وحدات حماية الشعب             | عفرين       |
| 1 مارس 2018    | 8          | القوات البرية         | هجوم مسلح             | وحدات حماية الشعب             | عفرين       |
| 27 مارس 2018   | 2          | القوات البرية         | هجوم مسلح             | وحدات حماية الشعب             | عفرين       |
| 27 فبراير 2020 | 36         | القوات البرية         | غارات جوية وقصف مدفعي | الجيش العربي السوري           | محافظة إدلب |

## قائمة القتلى خلال العمليات
تضمُّ القائمة التالية عدد الإصابات في صفوف القوات المسلحة التركية خلال كل عملية في الداخل السوري:
| العملية           | تاريخ العملية                        | عدد الوفيات | الخصم                         |
| ----------------- | ------------------------------------ | ----------- | ----------------------------- |
| عملية درع الفرات  | 24 آب/أغسطس 2016 – 29 آذار/مارس 2017 | 71          | تنظيم الدولة الإسلامية (داعش) |
| عملية غصن الزيتون | 20 كانون الثاني/يناير 2018 – حاليا   | 54          | وحدات حماية الشعب             |
| عملية نبع السلام  | 9 تشرين الأول/أكتوبر 2019 – حاليا    | 16          | قوات سوريا الديمقراطية        |